# Hrabstwo Delaware (Nowy Jork)
Delaware – hrabstwo (ang. county) w stanie  Nowy Jork w USA. Populacja wynosi 48 055 mieszkańców (stan według spisu z 2000 r.).
Powierzchnia hrabstwa wynosi 3802 km². Gęstość zaludnienia wynosi 13 osób/km².

## Miasta
- Andes
- Bovina
- Colchester
- Davenport
- Delhi
- Deposit
- Franklin
- Hamden
- Hancock
- Harpersfield
- Kortright
- Masonville
- Meredith
- Middletown
- Roxbury
- Sidney
- Stamford
- Tompkins
- Walton

## CDP
- Andes
- Bloomville
- Davenport Center
- Downsville

## Wioski
- Delhi
- Fleischmanns
- Franklin
- Hancock
- Hobart
- Margaretville
- Sidney
- Stamford
- Walton